# Casa Museo Zela
La Casa Museo Zela es un museo situado en el centro de la ciudad de Tacna, Perú. El edificio se le dio el estatus de Monumento Histórico Nacional en 1961. Está administrado por la Municipalidad Provincial de Tacna.

## Historia
El 20 de junio de 1811, Tacna fue escenario del primer grito de Independencia del Perú. Francisco Antonio de Zela, un importante precursor de la independencia peruana, una vez vivió en este inmueble.
La casa, ubicada en la cuadra N.º 5 de la calle Zela, fue declarada Monumento Histórico el 20 de junio de 1961 por la Resolución N.º 243.

## Descripción
El inmueble es una casa de corte colonial mantiene en su arquitectura algunos rasgos puros de aquellos tiempos en que fue construida, tanto la cornisa como su fachada son íntegramente de piedra cantera, cuenta con tres amplios portones. Su distribución espacial está conformada por dos grandes salones laterales que flanquean un zaguán central que conduce a un primer patio en el cual se ubica el salón principal, a través de un corredor lateral se dirige al segundo patio hacia las habitaciones complementarias, al fondo existía el canchón o corral donde se encontraban las habitaciones de servicio.
A la fecha en tres ambientes se exhiben piezas arqueológicas, documentos y pinturas de gobernantes de la época republicana y enseres de la familia del prócer.  